# 小行星12339
小行星12339（12339 Carloo）是一颗绕太阳运转的小行星，为主小行星带小行星。该小行星于1992年12月18日发现。

## 轨道参数
小行星12339的轨道半长轴为2.2614262 UA，离心率为0.112。